# Gedion Nyanhongo
Gedion Nyanhongo  (Harare, 22 de diciembre de 1967) es un escultor de Zimbabue.

## Datos biográficos
Nacido en el seno de una familia de artistas, está casado con su mujer Conilia y tiene dos hijos. Fue influenciado desde muy joven por su padre, Claud Nyanhongo, un artista destacado entre los de la "primera generación" de escultores (los pioneros de la escultura del movimiento Shona que comenzó a finales de 1950). Su hermana Agnes (*1960) también es escultora.

"Solía ver a mi padre esculpir cuando crecí, y aunque yo era joven, recuerdo amar y saber que era lo que quería hacer."

Después de un aprendizaje con el aclamado escultor Joseph Ndandarika (un amigo de su padre), Gedion se embarcó en una carrera en solitario en 1988. Su primera exposición fue en 1989 en la Galería Mabwe en Harare, Zimbabue. Gedion desde entonces ha expuesto sus obras en exposiciones individuales y colectivas en numerosos lugares alrededor del mundo, incluyendo: Inglaterra, Francia, Alemania, Holanda, Hong Kong, Sudáfrica, Estados Unidos y Zimbabue. 
Dos de sus obras se exhiben en una colección en exhibición permanente en el Aeropuerto Internacional Hartsfield-Jackson de Atlanta. 